# Profază
Profaza (în traducere din limba greacă: "pro" = înainte și "phasis" = fază) este una din fazele diviziunii celulare indirecte (mitoză). Se caracterizează prin următoarele:
- celula este în stare diploidă (2n);
- se divide centromerul, astfel încât spre fiecare pol al celulei sa se deplaseze câte unul;
- cromatina se condensează, se spiralizează și se fragmentează;
- cromozomii capătă individualitate și se pot observa la microscop;
- membrana nucleară și nucleolii se dezorganizează;
- începe formarea fusului de diviziune alcătuit din fibre kinetocorale și fibre polare (fibre de natură proteică).